# Persone di nome Fabio/Calciatori
| Questa pagina contiene informazioni ricavate automaticamente dalle voci biografiche con l'ausilio del template Bio e di un bot. L'aggiornamento è periodico e automatico e ricostruisce completamente la pagina. Se manca una persona in questa lista, sei pregato di non aggiungerla, ma accertati piuttosto che la sua voce biografica contenga il template Bio e che i dati anagrafici siano correttamente compilati. Se il template Bio manca, inseriscilo tu stesso o, in alternativa, metti l'avviso {{tmp\|Bio}} che ne segnala la mancanza. Se i dati riportati sono sbagliati, correggi direttamente la voce biografica; le modifiche saranno visibili in questa lista entro pochi giorni. Per chiarimenti vedi il progetto antroponimi. La lista contiene solo le 64 persone che sono citate nell'enciclopedia e per le quali è stato implementato correttamente il template Bio. Pagina aggiornata al 6 ago 2025. |

Questa è una lista di persone presenti nell'enciclopedia che hanno il nome Fabio e sono calciatori.

## A(4)
- Fabio Abiuso, calciatore italiano (Sassuolo, n. 2003)
- Fabio Albinelli, ex calciatore italiano (Modena, n. 1961)
- Fabio Alteri, ex calciatore italiano (San Cesareo, n. 1977)
- Fabio Aselli, ex calciatore italiano (Reggio nell'Emilia, n. 1962)

## B(7)
- Fabio Bellotti, ex calciatore italiano (Pontremoli, n. 1972)
- Fabio Bollini, ex calciatore sammarinese (n. 1983)
- Fabio Bonci, ex calciatore e dirigente sportivo italiano (Modena, n. 1949)
- Fabio Bonini, calciatore italiano (Bagnolo in Piano, n. 1938 - † 2022)
- Fabio Borini, calciatore italiano (Bentivoglio, n. 1991)
- Fabio Borzoni, ex calciatore italiano (Borgotaro, n. 1952)
- Fabio Brandolisio, calciatore italiano (Trieste, n. 1926 - † 1999)

## C(11)
- Fabio Caballero, calciatore paraguaiano (Presidente Franco, n. 1992)
- Fabio Capello, ex calciatore e allenatore di calcio italiano (San Canzian d'Isonzo, n. 1946)
- Fabio Caracciolo, ex calciatore belga (Genk, n. 1984)
- Fabio Caselli, ex calciatore italiano (Castelnovo ne' Monti, n. 1980)
- Fabio Cazzola, ex calciatore italiano (Fano, n. 1951)
- Fabio Ceravolo, calciatore italiano (Locri, n. 1987)
- Fabio Chiarodia, calciatore italiano (Oldenburg, n. 2005)
- Fabio Cinetti, ex calciatore italiano (Milano, n. 1973)
- Fabio Coltorti, ex calciatore svizzero (Kriens, n. 1980)
- Fabio Concas, calciatore italiano (Genova, n. 1986)
- Fabio Cudicini, calciatore italiano (Trieste, n. 1935 - Milano, † 2025)

## D(6)
- Fabio D'Elia, ex calciatore italiano (Grabs, n. 1983)
- Fabio Daprelà, calciatore svizzero (Zurigo, n. 1991)
- Fabio Delgado, calciatore colombiano (Florida, n. 1999)
- Fabio Depaoli, calciatore italiano (Riva del Garda, n. 1997)
- Fabio Di Sauro, ex calciatore italiano (Terracina, n. 1975)
- Fabinho, calciatore brasiliano (São José dos Campos, n. 1999)

## E(2)
- Fabio Enzo, calciatore italiano (Cavallino, n. 1946 - San Donà di Piave, † 2021)
- Fabio Escobar, calciatore paraguaiano (Asunción, n. 1982)

## F(6)
- Fabio Fehr, calciatore svizzero (Uznach, n. 2000)
- Fabio Ferrario, ex calciatore italiano (Dongo, n. 1942)
- Fabio Ferraro, calciatore belga (Halle, n. 2002)
- Fabio Ferri, ex calciatore italiano (Fano, n. 1959)
- Fabio Francini, ex calciatore sammarinese (San Marino, n. 1969)
- Fabio Frugali, calciatore italiano (Sampierdarena, n. 1926 - Alessandria, † 2004)

## G(3)
- Fabio Galante, ex calciatore italiano (Montecatini Terme, n. 1973)
- Fabio Gerli, calciatore italiano (Roma, n. 1996)
- Fabio González, calciatore spagnolo (Ingenio, n. 1997)

## K(1)
- Fabio Kaufmann, calciatore tedesco (Aalen, n. 1992)

## L(3)
- Fabio Lucidi, ex calciatore e allenatore di calcio italiano (Roma, n. 1967)
- Fabio Lucioni, ex calciatore italiano (Terni, n. 1987)
- Fabio Luque Notaro, calciatore liechtensteinese (n. 2005)

## M(5)
- Fabio Maistro, calciatore italiano (Rovigo, n. 1998)
- Fabio Marangon, ex calciatore italiano (Quinto di Treviso, n. 1962)
- Fabio Massimi, ex calciatore italiano (Roma, n. 1958)
- Fabio Mazzeo, ex calciatore italiano (Salerno, n. 1983)
- Fabio Miretti, calciatore italiano (Pinerolo, n. 2003)

## P(2)
- Fabio Pereyra, calciatore argentino (Federal, n. 1990)
- Fabio Ponsi, calciatore italiano (Pietrasanta, n. 2001)

## Q(1)
- Fabio Quagliarella, ex calciatore italiano (Castellammare di Stabia, n. 1983)

## R(3)
- Renato Rojas, calciatore peruviano (Lima, n. 1999)
- Fabio Rossi, ex calciatore italiano (Genova, n. 1971)
- Fabio Rustico, ex calciatore e politico italiano (Bergamo, n. 1976)

## S(3)
- Fabio Sciacca, calciatore e giocatore di beach soccer italiano (Catania, n. 1989)
- Fabio Soldaini, calciatore italiano (Castelfranco di Sotto, n. 1931 - Empoli, † 2012)
- Fabio Strauss, calciatore austriaco (Salisburgo, n. 1994)

## T(3)
- Fabio Tomassini, calciatore sammarinese (Città di San Marino, n. 1996)
- Fabio Torsiello, calciatore tedesco (Darmstadt, n. 2005)
- Fabio Tricarico, ex calciatore italiano (Milano, n. 1969)

## V(2)
- Agustín Verdugo, calciatore argentino (San Rafael, n. 1997)
- Fabio Vitaioli, calciatore sammarinese (Città di San Marino, n. 1984)

## W(1)
- Fabio Wolfinger, calciatore liechtensteinese (Vaduz, n. 1996)

## Á(1)
- Fabio Álvarez, calciatore argentino (Córdoba, n. 1993)